# Kuźma Podłas
Kuźma Pietrowicz Podłas, ros. Кузьма Петрович Подлас (ur. 17 października?/29 października 1893 we wsi Duszatino, zm. 25 maja 1942 koło wsi Łozowienka) – radziecki generał porucznik.

## Życiorys
Urodził się we wsi Duszatino, w rejonie suraskim, obwodzie briańskim.
W 1914 roku powołany do armii rosyjskiej. W 1915 roku ukończył szkołę pułkowa Lejb-Gwardyjskiego Preobrażeńskiego Pułku. Brał udział w I wojnie światowej walcząc na Froncie Południowo-Zachodnim, początkowo jako szeregowy, a następnie dowódca plutonu w Lejb-Gwardyjskim Preobrażeńskim Pułku.
W 1918 roku wstąpił najpierw do Czerwonej Gwardii, a następnie Armii Czerwonej. W 1918 roku ukończył Piotrogrodzki Kurs Czerwonych Dowódców. Brał udział wojnie domowej w walkach na Froncie Południowym, Wschodnim i Zachodnim. Był kolejno dowódcą kompanii, batalionu i pułku. W czasie walk przeciwko powstaniu tambowskiemu w 1921 roku dowodził brygadą.
W latach 1922–1937 kolejno: dowódca 48 Pułku Strzeleckiego, 27 Omskiej Dywizji Strzeleckiej i 23 Korpusu Strzeleckiego. W tym czasie ukończył w 1925 roku kurs dowódców Armii Czerwonej „Wystrieł” oraz w 1930 roku wyższy kurs dowódców Armii Czerwonej przy Akademii Wojskowej im. Frunzego.
W 1937 roku został zastępcą dowódcy Nadmorskiej Grupy Wojsk Dalekowschodniego Okręgu Wojskowego. W czerwcu 1938 roku został dowódcą 1 Armii, którą dowodził w czasie działań bojowych nad jeziorem Chasan.
W grudniu 1938 roku wraz z całym kierownictwem 1 Armii został aresztowany przez NKWD pod zarzutem „sabotażu w czasie walk” nad jeziorem Chasan. W areszcie przebywał do 1940 roku, gdy został zwolniony i oczyszczony z zarzutów.
Od sierpnia 1940 roku po wyjściu z aresztu pozostawał w dyspozycji wydziału kadr Armii Czerwonej, a następnie w listopadzie 1940 roku został inspektorem piechoty Kijowskiego Okręgu Wojskowego.
Po ataku Niemiec na ZSRR nadal pełnił funkcję inspektora piechoty Kijowskiego Okręgu Wojskowego. W sierpniu 1941 roku został dowódcą 40 Armii, którą dowodził do lutego 1942 roku. W tym czasie armia prowadziła walki obronne na linii rzeki Desna, na kierunku kurskim i białogrodzkim.
W lutym 1942 roku został dowódcą 57 Armii, którą dowodził w czasie kontrofensywy pod Charkowem w maju 1942. Po załamaniu się tej kontrofensywy, dowodził nadal armią broniącą przyczółka barwinkowskiego nad rz. Doniec. W czasie tych walk w dniu 25 maja 1942 roku został ciężko ranny koło wsi Łozowienka leżącej na północny zachód od miasta Izjum i zmarł. Początkowo został uznany za zaginionego, dopiero w dniu 20 sierpnia 1942 roku oficjalnie podano, że zginął.

### Awanse
- komdiw (26 listopada 1935)
- generał major (12 sierpnia 1941)
- generał porucznik (9 listopada 1941)

### Ordery i odznaczenia
- Order Lenina (dwukrotnie)
- Order Czerwonego Sztandaru (dwukrotnie)
- Medal jubileuszowy „XX lat Robotniczo-Chłopskiej Armii Czerwonej”